# Jerzy Chełstowski

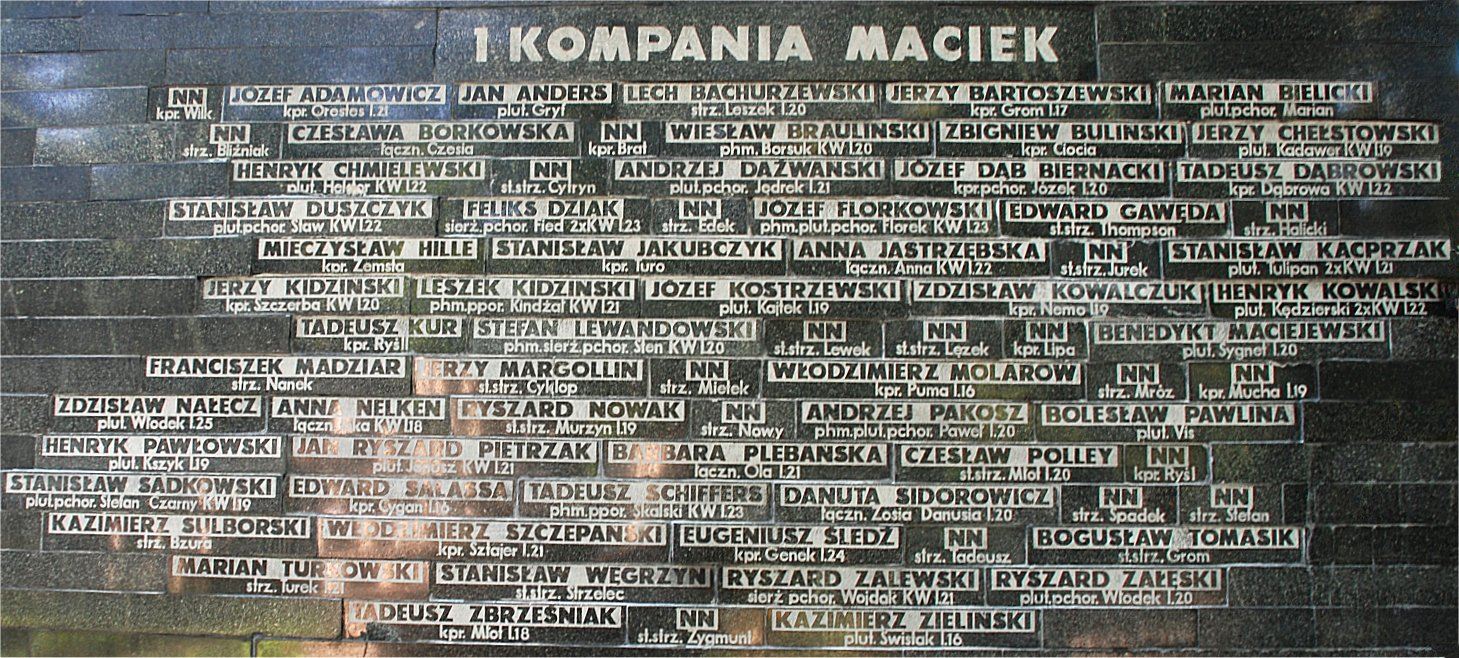
Mogiła symboliczna na Wojskowych Powązkach. Nazwisko Jerzego Chełstowskiego znajduje się w 2. rzędzie

Jerzy Chełstowski ps. Kadawer (ur. 22 września 1925 w Warszawie, zm. 22 sierpnia 1944 tamże) – plutonowy podchorąży, uczestnik powstania warszawskiego jako żołnierz IV plutonu 1. kompanii „Maciek” batalionu „Zośka” Zgrupowania „Radosław” Armii Krajowej.

## Życiorys
W powstaniu warszawskim walczył na Woli i Starym Mieście. Uczestniczył m.in. w zdobyciu więzienia Gęsiówka. Poległ 22 sierpnia 1944 na terenie getta na Woli. Miał 18 lat. Został odznaczony Krzyżem Walecznych. Jego symboliczna mogiła znajduje się na Powązkach Wojskowych w Warszawie.